# Avengers: Endgame
Avengers: Endgame is een Amerikaanse superheldenfilm uit 2019 van Marvel Studios, geregisseerd door Anthony en Joe Russo. De film is zowel chronologisch als verhaaltechnisch het vervolg op Avengers: Infinity War en de climax van de eerste 22 films in de Marvel Cinematic Universe.
Avengers: Endgame is de 22e film in het Marvel Cinematic Universe en de vierde Avengers-film. De film ging op 24 april 2019 in Nederland en België in première. In de Verenigde Staten was de film op 26 april 2019 voor het eerst te zien.
Avengers: Endgame werd in juli 2019 een van de succesvolste films ooit op basis van een recordopbrengst van 2,79 miljard Amerikaanse dollar. De productiekosten van de film bedroegen 356 miljoen Amerikaanse dollar.

## Verhaal

### Proloog
Clint Barton leert zijn dochter Lila hoe ze om moet gaan met een pijl en boog terwijl zijn vrouw Laura een picknicktafel dekt en zijn twee zonen Nate en Cooper honkbal aan het spelen zijn. Van het een op het andere moment is hij alleen. Zijn hele familie is plotseling in het niets verdwenen.

### Verhaal
Het is drie weken nadat Thanos de infinity gauntlet heeft gebruikt om met een vingerknip de helft van al het leven in het universum uit te vagen. Tony Stark en Nebula zweven met amper brandstof in hun schip door de ruimte, tot Captain Marvel hen vindt en terugbrengt naar het hoofdkantoor van de Avengers op aarde. Hier blijkt dat de rest van het team alleen nog bestaat uit Bruce Banner, Steve Rogers, Rocket, Thor, Natasha Romanoff en James Rhodes. De anderen zijn uitgevaagd of vermist. De overgebleven teamleden gaan samen opnieuw achter Thanos aan om de infinity gauntlet van hem af te nemen. Ze hopen daarmee de gevolgen van zijn acties terug te kunnen draaien. De teamleden vinden hem ontspannen en onbewapend terug op een onbewaakte, bijna kale planeet. Hij vertelt hen dat hij zijn missie als volbracht beschouwt en dat hij de infinity stones die de infinity gauntlet zijn kracht geven heeft vernietigd, zodat niemand die ongedaan kan maken. Thor onthoofdt hem.
Het is vijf jaar later wanneer Scott Lang terugkeert in de bewoonde wereld, nadat hij door Thanos' vingerknip kwam vast te zitten in de subatomaire wereld. Zodra hij erachter komt wat er is gebeurd, gaat hij naar het kantoor van de Avengers. Hij legt Romanoff en Rogers uit dat de vijf jaar die op aarde zijn verstreken voor hem maar vijf uur duurden in de subatomaire wereld. Hij vermoedt daardoor dat die wereld tijdreizen mogelijk maakt. Mocht dit zo zijn, dan zouden ze misschien terug kunnen gaan naar het verleden, daar de infinity stones verzamelen en zo alsnog de gevolgen van Thanos' vingerknip terugdraaien in het heden. Om een manier te vinden om dit daadwerkelijk te doen, hebben ze het genie van Stark nodig. Die wil hier in eerste instantie niets van weten. Hij denkt dat tijdreizen te onvoorspelbaar en gevaarlijk is en wil niet het risico lopen ook nog eens zijn vrouw Pepper en dochter Morgan te verliezen. Pepper praat hem om, waarna hij samen met Banner een methode creëert om tijdreizen via de subatomaire wereld mogelijk te maken. Banner en Rocket gaan daarna naar Noorwegen om de gedesillusioneerde en zwaarlijvige Thor te overtuigen om terug te keren in het team. Romanoff gaat naar Tokio om datzelfde te doen met Barton, die sinds het verlies van zijn familie als nietsontziende vigilant door het leven gaat.
Het team deelt zich op om zo tegelijkertijd alle zes infinity stones te verzamelen op verschillende momenten in het verleden. Banner, Rogers, Lang en Stark gaan naar het New York van 2012. Banner overtuigt hier The Ancient One om hem de Time Stone te geven, terwijl Rogers de Mind Stone met een list ontfutselt aan Hydra. Lang en Stark verliezen de Space Stone in eerste instantie, doordat Loki ermee vandoor gaat. Ze weten dit te corrigeren door verder terug te reizen naar 1970 en een nog eerdere versie van de steen vanuit het hoofdkantoor van S.H.I.E.L.D. te stelen. Rocket en Thor gaan naar het Asgard van 2013 om de Reality Stone weg te nemen bij Jane Foster. Thor neemt vanuit hier ook zijn in 2017 vernietigde hamer Mjolnir mee terug naar het heden. Nebula en Rhodes gaan naar het Morag van 2014 om daar de Power Stone op te halen voordat Peter Quill die steelt. Barton en Romanoff gaan naar Vormir om de Soul Stone te bemachtigen voor Thanos dit doet. Waker Red Skull legt ze hier uit dat deze alleen in iemands bezit kan komen als die persoon iemand opoffert waar hij van houdt. Barton en Romanoff bieden allebei aan hun leven te geven en bevechten elkaar om te voorkomen dat de ander dit doet. Uiteindelijk slaagt Romanoff erin om zich te pletter te laten vallen. Daardoor keert Barton alleen terug naar 2023 met de Soul Stone.
Met alle leden terug in 2023, plaatst het team de zes verzamelde infinity stones in een door Stark ontwikkelde handschoen. Omdat Banner een manier heeft gevonden om tegelijkertijd de Hulk te zijn en intelligent te blijven, wordt hij het sterkst, best bestand tegen de gammastraling en daarom meest geschikt geacht om hem aan te trekken. Nadat hij met zijn vingers knipt, wordt Barton gebeld door zijn vrouw. Het heeft gewerkt; Thanos' massavernietiging is ongedaan gemaakt.
Nebula onthult dat ze niet de Nebula is die met Rhodes mee is gegaan naar het Morag van 2014. Door de implantaten die Thanos bij haar heeft ingebouwd, kon hij in 2014 zien wat haar toekomstige versie in die tijd kwam doen en waarom. Hij heeft haar daarom gevangen gehouden in 2014 en de Nebula uit die tijd — die nog aan zijn kant stond — naar 2023 laten gaan. Dan arriveert ook de Thanos van 2014 in 2023, evenals de nog aan hem loyale versie van Gamora, de Black Order en al Thanos' in 2018 vernietigde troepen. Wetend wat hij nu weet, wil Thanos de infinity gauntlet bemachtigen om deze keer al het leven in het universum uit te vagen. Hij is verbolgen dat iedereen blijft hangen in sentimenten over wat verloren is, in plaats van een zegening te zien in het feit dat de halvering ervoor zorgt dat er nu overal wél meer dan genoeg middelen beschikbaar zijn voor iedereen. Hij wil daarom het universum leegvegen en daarna opnieuw bevolken met wezens zonder herinneringen aan wat was.
De moderne Nebula verschijnt ten tonele. Ze doodt de vroegere versie van zichzelf en overtuigt Gamora ervan om zich ook tegen hun vader te keren. Achter het Avengers-team openen zich magische portalen in de lucht. Hieruit komen alle eerder weggevaagde Avengers tevoorschijn, net als onder meer Dr. Strange en zijn team van magiërs, Black Panther en zijn krijgsmacht uit Wakanda, Valkyrie, Star-Lord, Drax, Groot, Spider-Man en de naar de aarde teruggekeerde Captain Marvel. Ze bevechten samen het leger van Thanos, terwijl ze intussen proberen om de infinity gauntlet bij de tijdmachine te krijgen. Ze hopen die daarmee definitief buiten het bereik van Thanos te kunnen brengen. Thanos is Thor, Rogers en Captain Marvel niettemin de baas, bemachtigt de infinity gauntlet en trekt die aan. Stark valt hem aan. Thanos denkt hem af te slaan omdat Stark het wapen niet te pakken krijgt, maar die heeft in de worsteling wel de infinity stones eruit gestolen en in een handschoen om zijn eigen hand geplaatst. Deze keer is het Stark die in zijn vingers knipt. Voordat hij met zijn vingers knipt zegt hij de zin 'And I am Iron Man', dezelfde zin die hij uitsprak toen hij zijn identiteit bekendmaakte in de eerste film van het MCU, Iron Man. Hiermee beëindigt hij de strijd; Thanos en al zijn volgelingen vergaan tot stof. Het immense vermogen dat de handschoen hierbij verbruikt en de gammastraling die hierbij vrijkomt, kost Stark wel het leven.

### Epiloog
Na Starks begrafenis gaat Thor naar Valkyrie en benoemt haar tot de leidster van het nieuwe Asgard op aarde. Zelf sluit hij zich aan bij de Guardians of the Galaxy, waar Peter Quill is begonnen met zoeken naar Oude-Gamora. Rogers gebruikt de tijdmachine om de infinity stones terug te brengen naar hun oorspronkelijke plaatsen in de tijd. Hij wordt verwacht op dezelfde leeftijd terug te keren, maar verschijnt vijf seconden later als een hoogbejaarde man op een bankje een paar meter verder. Hij heeft ervoor gekozen om voor zijn terugkeer naar 2023 zijn leven te leven in het tijdperk waaruit hij oorspronkelijk stamt en daarin te trouwen met zijn grote liefde Peggy Carter. Hij draagt zijn schild over aan Sam Wilson, die daarmee de nieuwe Captain America wordt.

## Rolverdeling
| Acteur                | Rol                                                  |
| --------------------- | ---------------------------------------------------- |
| Robert Downey jr.     | Tony Stark / Iron Man                                |
| Chris Evans           | Steve Rogers / Captain America                       |
| Mark Ruffalo          | Bruce Banner / Hulk                                  |
| Chris Hemsworth       | Thor                                                 |
| Scarlett Johansson    | Natasha Romanoff / Black Widow                       |
| Jeremy Renner         | Clint Barton / Hawkeye                               |
| Don Cheadle           | James Rhodes / War Machine                           |
| Paul Rudd             | Scott Lang / Ant-Man                                 |
| Karen Gillan          | Nebula                                               |
| Bradley Cooper (stem) | Rocket Raccoon                                       |
| Josh Brolin           | Thanos                                               |
| Brie Larson           | Carol Danvers / Captain Marvel                       |
| Danai Gurira          | Okoye                                                |
| Gwyneth Paltrow       | Pepper Potts / Rescue                                |
| Benedict Cumberbatch  | Stephen Strange / Doctor Strange                     |
| Chadwick Boseman      | T'Challa / Black Panther                             |
| Tom Holland           | Peter Parker / Spider-Man                            |
| Chris Pratt           | Peter Quill / Star-Lord                              |
| Zoe Saldana           | Gamora                                               |
| Evangeline Lilly      | Hope van Dyne / Wasp                                 |
| Tessa Thompson        | Valkyrie                                             |
| Rene Russo            | Frigga                                               |
| Elizabeth Olsen       | Wanda Maximoff / Scarlet Witch                       |
| Anthony Mackie        | Sam Wilson / Falcon                                  |
| Sebastian Stan        | Bucky Barnes / Winter Soldier                        |
| Benedict Wong         | Wong                                                 |
| Pom Klementieff       | Mantis                                               |
| Dave Bautista         | Drax the Destroyer                                   |
| Letitia Wright        | Shuri                                                |
| Tom Hiddleston        | Loki                                                 |
| John Slattery         | Howard Stark                                         |
| Tilda Swinton         | Ancient One                                          |
| Jon Favreau           | Happy Hogan                                          |
| Hayley Atwell         | Peggy Carter                                         |
| Natalie Portman       | Jane Foster                                          |
| Marisa Tomei          | May Parker                                           |
| Taika Waititi         | Korg                                                 |
| Angela Bassett        | Ramonda                                              |
| Michael Douglas       | Hank Pym                                             |
| Michelle Pfeiffer     | Janet van Dyne                                       |
| William Hurt          | Thaddeus Ross                                        |
| Cobie Smulders        | Maria Hill                                           |
| Sean Gunn             | Kraglin Obfonteri en Rocket Raccoon (motion capture) |
| Winston Duke          | M'Baku                                               |
| Linda Cardellini      | Laura Barton                                         |
| Maximiliano Hernández | Jasper Sitwell                                       |
| Frank Grillo          | Brock Rumlow / Crossbones                            |
| Hiroyuki Sanada       | Akihiko                                              |
| Tom Vaughan-Lawlor    | Ebony Maw                                            |
| James D'Arcy          | Edwin Jarvis                                         |
| Jacob Batalon         | Ned Leeds                                            |
| Vin Diesel            | Groot (stem)                                         |
| Robert Redford        | Alexander Pierce                                     |
| Samuel L. Jackson     | Nick Fury                                            |
| Lexi Rabe             | Morgan Stark                                         |
| Ross Marquand         | Red Skull                                            |
| Emma Fuhrmann         | Cassie Lang                                          |
| Ty Simpkins           | Harley Keener                                        |
| Michael James Shaw    | Corvus Glaive                                        |
| Terry Notary          | Cull Obsidian en Groot (motion-capture)              |
| Carrie Coon           | Proxima Midnight                                     |
| Kerry Condon          | F.R.I.D.A.Y. (stem)                                  |
| Ava Russo             | Lila Barton                                          |
| Ben Sakamoto          | Cooper Barton                                        |
| Cade Woodward         | Nathaniel Barton                                     |
| Callan Mulvey         | Jack Rollins                                         |
| Yvette Nicole Brown   | Agent Phyllis Jenkins                                |
| Ken Jeong             | Opslaggebouw bewaker                                 |
| Stan Lee              | Zichzelf (cameo)                                     |
| Joe Russo             | Bobby                                                |
| Jim Starlin           | Jimmy                                                |
| Jack Champion         | Jongen op de fiets                                   |
| Lia Russo             | Lia                                                  |
| Julian Russo          | Julian                                               |
| Christopher Markus    | S.H.I.E.L.D.-agent uit 1970                          |
| Monique Ganderton     | Proxima Midnight (motion-capture)                    |
| Patrick Gorman        | Oudere Steve Rogers                                  |
| John Michael Morris   | Jongere Hank Pym                                     |
| Anthony Breed         | Jongere Stan Lee                                     |
| Jackson Dunn          | 12-jarige Scott Lang                                 |
| Lee Moore             | 93-jarige Scott Lang                                 |
| Loe LeClair           | Baby Scott Lang                                      |
| Brazio LeClair        | Baby Scott Lang                                      |

## Achtergrond

### Ontwikkeling
De film werd tegelijk met Avengers: Infinity War aangekondigd op 28 oktober 2014 door Marvel. Het was oorspronkelijk de bedoeling dat de films gelijk aan elkaar doorliepen en zouden dan ook verschijnen als Avengers: Infinity War - Part 1 en Avengers: Infinity War - Part 2. Dit werd later door de studio aangepast omdat ze de focus wilde houden op één film. Vandaar dat de titel van deze film veranderde van Avengers: Infinity War - Part 2 naar Avengers 4 of Avengers: Untitled. Op 7 december 2018 werd officieel bekendgemaakt dat de film de titel Avengers: Endgame gaat dragen.
In 2015 maakte de studio bekend dat Anthony en Joe Russo, die eerder Captain America: Civil War regisseerden, ook de regie van deze vierde Avengers-film voor hun rekening zouden nemen.
Op 7 december 2018 werd de trailer met de eerste beelden van de film naar buiten gebracht. De trailer brak gelijk een record: ze werd binnen 24 uur door 289 miljoen mensen bekeken. Het vorige record stond op de naam van zijn voorganger Avengers: Infinity War, deze was binnen 24 uur door 230 miljoen mensen bekeken.
Een aantal maanden later in maart 2019 werd de tweede trailer naar buiten gebracht.

### Opnames
De hoofdopnames van de film werden gestart op 10 augustus 2017, gelijk nadat de opnames van zijn voorganger Avengers: Infinity War waren afgerond. De film werd onder de werktitel Mary Lou 2 in de Pinewood Atlanta Studios voor een groot deel opgenomen. Op 11 januari 2018 werd bekendgemaakt dat alle opnames erop zaten. Later werd bekendgemaakt dat er in juli 2018 in Schotland aanvullende opnames gepland staan. De gehele film is opgenomen met speciale IMAX-camera's.

## Ontvangst

### Critici
Op Rotten Tomatoes behaalt de film een Certified Fresh rating van 94%, gebaseerd op 552 recensies.
Metacritic komt op een score van 78/100, gebaseerd op 56 recensies.

### Kaartverkooprecords
Op 2 april 2019 ging de kaartverkoop voor de film wereldwijd van start. De vraag naar de bioscoopkaarten was zo enorm dat meerdere sites over de wereld, in Nederland onder andere die van Pathé, deze drukte op de websites niet aankon en er tijdelijke storingen optraden. Daarnaast werden met alleen de kaartverkoop al meerdere records verbroken. Zo verbraken ze al binnen 6 uur tijd het wereldrecord "meeste kaartverkopen in 24 uur", deze stond voorheen op naam van Star Wars: The Force Awakens. Ze verbraken ook de Nederlandse versie van dit record, Pathé Nederland maakte bekend dat het aantal verkochte kaarten voor Avengers: Endgame binnen 24 uur maar liefst 53 procent hoger lag dan het vorige record die op naam stond van Star Wars: The Last Jedi.

### Box-office
De film ging wereldwijd in 4.662 bioscopen in première en bracht in het openingsweekend meer dan 1,2 miljard Amerikaanse dollar op. Hiermee verbrak de film het record voor grootste opening ter wereld. Dit lag hiervoor in handen van voorganger Avengers: Infinity War, die 640 miljoen opbracht in het openingsweekend. Tevens behaalde de film een record door als snelste film ooit meer dan 1 miljard dollar op te brengen, namelijk in vijf dagen. Het record hiervoor was binnen elf dagen, van Avengers: Infinity War.
Tijdens het openingsweekend verbrak Avengers: Endgame nog meer records, waaronder: hoogste openingsweekend in Amerika, hoogste openingsweekend internationaal zonder Amerika, hoogste bruto-opbrengst op een vrijdag, zaterdag en zondag, hoogste openingsdag en hoogste openingsweekend in China en grootste IMAX-debuut met 91,5 miljoen dollar.
Binnen een week tijd bracht de film ruim 1,5 miljard Amerikaanse dollar op. Hij werd in die tijd in Nederland door ruim 700.000 kijkers bezocht.
Op 4 mei 2019 had Avengers: Endgame binnen elf dagen ruim 2,1 miljard dollar opgebracht. Hiermee ging hij de opbrengst van kaskrakers als Titanic, Star Wars: The Force Awakens en voorganger Avengers: Infinity War voorbij en kwam de film op de tweede plaats van de films met de hoogste opbrengst ooit. Endgame was tevens de vijfde film ter wereld die over de "2 miljard dollar"-grens ging. Daarnaast verbrak Avengers: Endgame met deze elf dagen een record door als snelste film deze mijlpaal te behalen. Het voorgaande record was binnen 47 dagen.
Op 13 mei 2019 bracht de film binnen twintig dagen ruim 2,5 miljard Amerikaanse dollar op. Endgame was de tweede film die over de "2,5 miljard dollar"-grens ging en was met twintig dagen de snelste film die deze grens behaalde. Het voorgaande record was binnen 72 dagen door Avatar.
Op 20 juli 2019 werd tijdens het jaarlijkse San Diego Comic-Con bekendgemaakt dat Avengers: Endgame de nieuwe nummer één was op de lijst van films met de hoogste opbrengst ooit. Hiermee verstootte het Avatar, dat sinds 2009 op de koppositie stond. Een dag later op 21 juli 2019 werd de officiële opbrengst bekendgemaakt waarmee de film het record verbrak, dit betrof 2,79 miljard Amerikaanse dollar.
Naast dat de film internationaal een groot succes werd, draaide hij ook overuren in de Nederlandse bioscopen: hij werd binnen dertien dagen door ruim 900.000 kijkers bezocht en bracht in deze tijd 10 miljoen euro op.

### Rerelease
Marvel-baas Kevin Feige maakte op 19 juni 2019 bekend dat Endgame twee maanden na de première een rerelease zou krijgen in Amerika. De film werd opnieuw in de bioscopen uitgebracht met na de credits een extra scène, verrassingen en een eerbetoon.